# Eirunepé
Eirunepé este un oraș în statul Amazonas (AM) din Brazilia.